# Raphael (Tortugas ninja)
Raphael (simplemente llamado Raph, Rafael o Rafa en español) es un personaje de ficción y uno de los cuatro personajes principales de los cómics de las Tortugas Ninja y todos los medios relacionados.
Generalmente se lo representa con una máscara de ojos roja; en este sentido, él es la única tortuga que conserva el color en todos los medios, mientras que las otras recibieron un color diferente. Rafael maneja unos sai gemelos, cuyos puntos generalmente se afilan, como su arma principal. En general, es más probable que experimente extremos de ira o rabia, y generalmente se lo describe como malhumorado, agresivo, hosco, enloquecido y rebelde. En la mayoría de las interacciones, aparece como hablando con un acento de Brooklyn.
El origen de la ira de Raphael no siempre se explora por completo, pero en algunas encarnaciones parece derivarse en parte de la comprensión de que son las únicas criaturas de su tipo y, en última instancia, solo. También tiene una relación un tanto turbulenta con su hermano Leonardo porque es visto como el líder del grupo. Es el segundo mayor de las tortugas/el tercero más joven, y el segundo al mando. Como todos los hermanos, lleva el nombre de un artista del Renacimiento; en este caso, lleva el nombre del pintor italiano del siglo XVI Raphael Sanzio.

## Historia
Raphael y sus hermanos (en la serie de Nickelodeon del año 2012) fueron comprados por Splinter (Hamato Yoshi), quien al salir del local se encuentra con dos sujetos extraños, por lo que decide seguirlos. Los dos sujetos eran en realidad dos alienígenas de otra dimensión, la Dimensión X, llamados Kraang, que traían consigo un líquido capaz de mutar: el "Mutágeno".
Cuando los Kraang descubrieron que Splinter los seguía, lo atacaron, pero él los derrotó al ser un gran maestro ninja. Cuando los venció, el Mutágeno cayó al aire, esparciéndose en Splinter y las 4 tortugas, comenzando a mutar. Raphael y sus hermanos se convirtieron en tortugas mutantes, y Splinter en una rata mutante, esto al haber tenido contacto con una en la tienda de mascotas.
Entonces, Splinter decide esconderse en las alcantarillas, y entrenar a las tortugas para que algún día se conviertan en verdaderos ninjas.

## Personalidad
Rafael se caracteriza por ser la tortuga más impulsiva y agresiva del cuarteto; es fácilmente dominado por la ira y demuestra mucha crueldad y agresividad a la hora de pelear. Hubieron ocasiones en las que hirió o casi mata a alguno de sus hermanos (como en la película del año 2007, durante una pelea con Leonardo). Es de naturaleza solitaria y detesta estar siempre escondido del resto del mundo, lo cual provoca no pocas peleas entre sus hermanos, en especial con Leo.
Generalmente prefiere trabajar solo que con sus hermanos; solo se logra llevar bien con Casey Jones ya que jamás se encuentra de acuerdo con las decisiones del grupo, en especial las de Leonardo, con quien lleva una gran rivalidad desde que tomó el liderazgo de las tortugas (irónicamente es al que más aprecia aunque no lo admita). Cada vez que Leonardo implica reglas, Rafael siempre le lleva la contraria causando a veces problemas para todo el grupo. La forma en que lleva su vida es la de una tortuga libre; de ahí el miedo de los demás, ya que es volátil y tiene bien puestos los ideales, creando un desafío de ideas en el grupo porque los otros solo obedecen, no lideran.

## En otros medios

### Televisión
- Hizo aparición en televisión por primera vez en Tortugas Ninjas mutantes adolescentes (1987) como uno de los protagonistas.
- Su personalidad se cambió para el programa (debido a que estaba dirigido a los niños) dejando de ser cruel y solitario (de hecho, prácticamente todas las tortugas tenían casi la misma personalidad) a ser más adorable y bufonesca, llegando incluso a decir bromas al público rompiendo la cuarta pared. Para las temporadas de 1990 Rafael fue recuperando poco a poco su personalidad original pero conservando rasgos de la personalidad de la serie.
- Volvió a aparecer en TMNT así como en sus Spin-Off, esta vez con la personalidad original de los cómics.
- Para la serie del 2012, Se complejizó la personalidad de Raphael mostrando varias facetas de él hasta entonces nunca exploradas, a su vez se enfatiza en el crecimiento del personaje, pues conforme avanza la serie, va controlando mejor su carácter volviéndose más paciente.
- En la serie del 2018, Raphael se expresa como el hermano mayor y físicamente más grande, ahora es el líder y su entusiasmo y valentía lo ponen al frente y al centro durante la mayor parte de sus extrañas aventuras. A diferencia de las versiones anteriores, no usa su marca registrada Sai, sino que usa Tonfa. También está considerablemente menos enojado y serio que las encarnaciones anteriores, aunque todavía está ansioso por meterse en peleas.

### Cine
- Hizo aparición (y para muchos fanáticos, protagonizó) en la película con actores de Las Tortugas Ninja y es la única de las tortugas que poseía su personalidad más desarrollada y el que más escenas protagonizaba.
- Para la segunda y tercera película la personalidad de Raph decae bastante haciéndolo volver a la personalidad payasa y sarcástica de la serie de TV, manteniendo pocos aspectos de la anterior personalidad.
- Su última aparición hasta ahora fue en la película en ordenador TMNT (2007) regresando a la personalidad oscura y cruel de los cómics y esta vez profundizándose aún más su rivalidad con Leonardo.
- Raphael aparece en Teenage Mutant Ninja Turtles (2014). En la película, él es agresivo y lucha con las siguientes órdenes. A menudo pierde la paciencia y tiene una feroz independencia, que no le sienta bien a su hermano mayor Leonardo. Él es la primera tortuga que April O 'Neil ve después de detener el Clan del pie, aunque ella no lo mira bien y piensa que es un hombre. Cuando April toma su foto, Raph la amenaza incluso después de que Donatello borra los datos de la memoria de su teléfono. En la batalla en la guarida de la tortuga con el pie, Raph es aplastado bajo escombros y se presume muerto. Debido a esto, él es la única tortuga no capturada por el Pie. Cuando se despierta, encuentra a Splinter moribundo que le dice a April y April que salven a sus hermanos. Forman un equipo con Vern Fenwick para ayudarlo a salvarlos de Sacks Industries, donde lucha contra Shredder para comprarle a April y Vern el tiempo para hacerlo. Después de rescatar a Leonardo, Donatello y Miguel Ángel y derrotar a Shredder, Rafael y sus hermanos usan el mutágeno para salvar la vida de Splinter. Él, junto con Donatello y Leonardo, no trata de llamar la atención de April, a diferencia de Miguel Ángel, quien expresa sus sentimientos a April. A pesar de que al final de la película, él muestra su aprecio por ella por sacrificar todo por ellos. En esta encarnación, Raphael no es tan temerario y no choca con Leonardo por el liderazgo; sin embargo, tienen una breve discusión sobre los Hatamishi a los que Rafael se niega a ir y afirma que dejará a Leo. Está más cerca de sus hermanos en la película que en la mayoría de las adaptaciones. Todavía se enoja con Donatello cuando habla de sus cálculos de una manera que los demás no entienden. Además, debe tenerse en cuenta que es la única tortuga en la película que se mantiene fiel a sus otras adaptaciones al no llevar calzado.
- Regresa en la secuela Teenage Mutant Ninja Turtles: Out of the Shadows (2016). Se muestra que Raphael es más como su yo estándar. Se enfurece cuando se entera de que Leonardo le ha ordenado a Donnie que no le revele a él ni a Mikey que Purple Ooze puede convertirlos en humanos, afirmando que Leo rompió el tercer código del ninja (honor) al mentirle a sus hermanos. Desobedece las órdenes directas de Leo y no tiene ningún problema en mentir a April y Casey para que vayan a una misión con él. Todavía muestra que se preocupa por sus hermanos, ya que él y Mikey son muy cercanos, y los dos hacen bromas a Casey Jones y Raph se enfurece cuando Krang casi mata a Mikey. También se muestra que Raphael en la película tiene miedo de grandes alturas, posiblemente debido a los eventos de la primera película; Mientras que las otras tortugas saltan de un avión con poco pensamiento, Raphael se pone un paracaídas e incluso entonces debe prepararse para realizar el salto.
- Aparece en la película animada de Batman vs. Tortugas Ninjas Mutantes Adolescentes (2019).
- Raphael aparece en Teenage Mutant Ninja Turtles: Mutant Mayhem (2023), la primera película animada por computadora de Teenage Mutant Ninja Turtles desde TMNT (2007), con la voz del adolescente real Brady Noon.[1] Esta versión del personaje se da a entender que tiene problemas de temperamento y es incapaz de retener sus acciones, ya que se vuelve increíblemente emocionado y desenfocado cuando pelea. Termina haciéndose amigo de Bebop y Rocksteady debido a su amor compartido mostrando su fuerza y habilidades y se alegra cuando cambian de lado y se convierten en una familia.

### Videojuegos
En los primeros videojuegos, basados en las caricaturas de 1987, Raphael fue un personaje impopular debido a la poca capacidad de su arma. Él es la tortuga más débil, lo mismo ocurre con el videojuego basado en la película TMNT de 2007. Aparece en Teenage Mutant Ninja Turtles: Smash-Up como un personaje jugable, con Frank Frankson repitiendo su papel. The Nightwatcher también aparece como un personaje jugable por separado.
Raphael es uno de los principales personajes jugables en el juego Teenage Mutant Ninja Turtles: Out of the Shadows, donde es interpretado por Carlos Alazraqui. Su movimiento especial es los Puños de Hierro, donde se pone guantes de hierro que tienen un poder extremadamente alto, pero poco alcance. Raphael también aparece en el juego basado en una película de 2014, con la voz de Roy Samuelson.
Raphael aparece como uno de los personajes jugables de Teenage Mutant Ninja Turtles como DLC en Injustice 2. Si bien Leonardo es la tortuga por defecto fuera del equipo, él, Michelangelo y Donatello solo pueden ser seleccionados a través de la selección de dicho equipo similar a los personajes principales de la piel.

## Curiosidades
- Raphael lleva el nombre de un reconocido pintor del renacimiento, nada menos que Rafael Sanzio.
- Es la única de las tortugas que mantiene el mismo color de la máscara tanto en cómics, series, películas, etc.
- En la serie de 1987 Raphael tenía una novia llamada Mona Lisa quien solo apareció en un capítulo. Sin embargo, vuelve a aparecer en la serie del 2012.
- En la serie de historietas de TMNT publicadas por Archie Comics Raphael tenía una novia llamada Ninjara, quien es una zorro humanoide.
- Hizo aparición junto con sus hermanos en la serie de Power Rangers en un crossover con la actual serie live-action de ese momento, Teenage Mutant Ninja Turtles: The Next Mutation.
- Es la única Tortuga que no tuvo un interés romántico con April O'Neil en alguna de sus encarnaciones.